# Peder Claussøn Friis

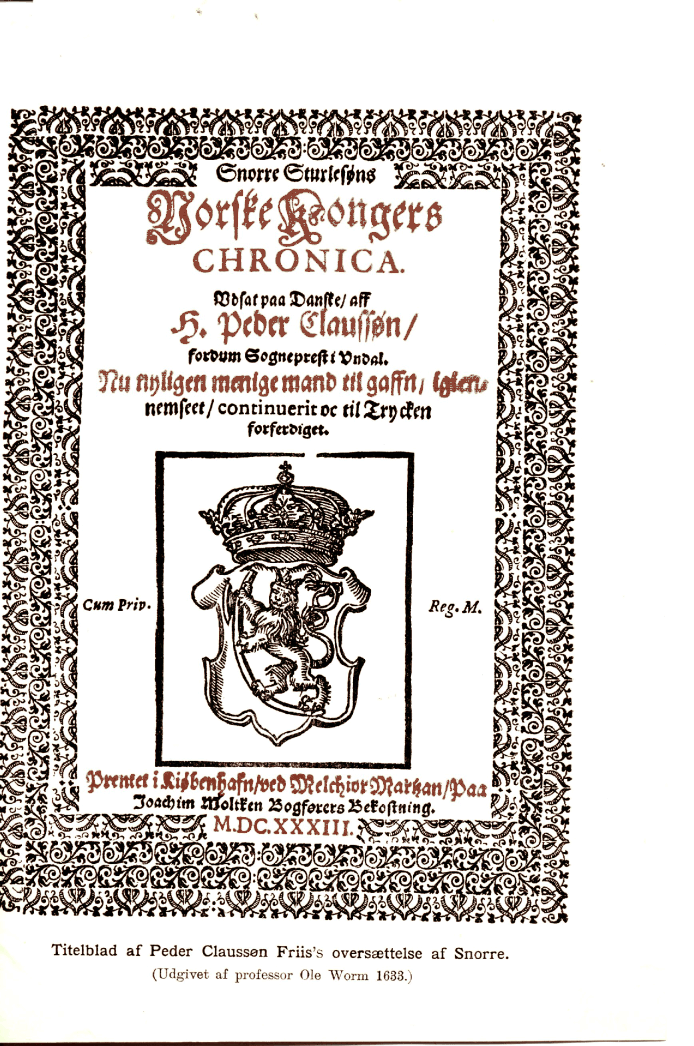
Címlap Peder Claussøn Friis: Norske Kongers Chronica (1633)

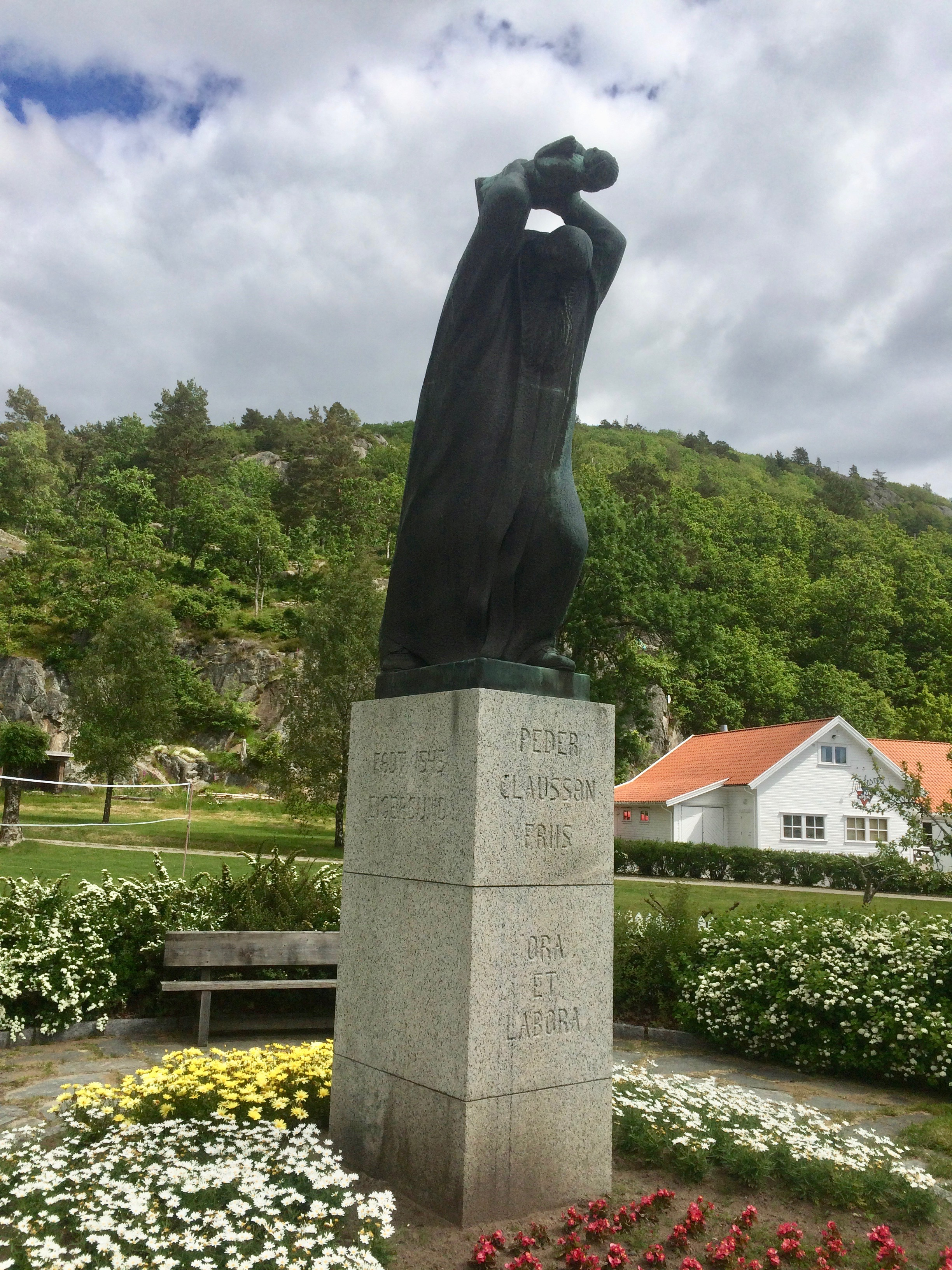
Peder Claussøn Friis szobra, melyet Gustav Vigeland készített

Peder Claussøn Friis (Egersund, 1545. április 1. –‎ Valle Municipality, 1614. október 15.) norvég lelkész, író és történész. Leginkább a Snorre Sturlessøns Norske Kongers Chronica fordítása fűződik a nevéhez.
Peder Claussen Friis a norvégiai Vest-Agder megyében, Audnedalban nőtt fel. Apja, Claus Friis 1550 körül született, és a Vest-Agder Sør-Audnedal plébánián, Lindesnes-ben, Vest-Agder lelkész volt.   Friis első oktatását a Stavangeri Egyházmegye püspöke irányítása alatt kapta. Friis 20 éves korában kezdte meg papi szolgálatát káplán apja alatt. Amikor apja 1566-ban meghalt, Friis átvette a plébános állását, és még ugyanabban az évben kinevezték a Lista dékáni hivatal provosztjává.  A Sør-Audnedal plébánia lefedte a Lindesnes félszigetet és Audnedal alsó részét, Mandaltól nyugatra, beleértve a Valle, Vigmostad és Spangereid templomokat.  1575-re Friis a stavangeri Székesegyházi káptalan tagjává vált. 1590 előtt megkapta a fődiakónus címet.
Korai írásai között szerepeltek Izland (1580), Feröer-szigetek (1592), Grönland (1596) és Norvégia természetrajzi leírása (1599). 1599-ben Axel Gyldenstjerne, Norvégia főkormányzója megbízta őt, hogy fordítsa le az ó-norvég átiratokat, köztük a Bagler sagákat és Snorri Sturluson műveit, köztük a Norske Kongers Chronica-t. Peder Claussen egyetlen kiadványát sem nyomtatták ki, amíg élt. A Norske kongers chronica első kiadása 1632 folyamán került nyomtatásba Koppenhágában.
A történész Frederik Winkel Horn azt mondta róla: „A királyok régi mondáinak fordításával nagy szolgálatot tett Norvégia történelmének. Anders Sørensen Vedelhez hasonlóan munkáját is kitűnő stílus jellemzi. Ez más írásaiban is érvényes, mint például a Norriges og omliggende Oers Beskrivelse – Norvégia és a szomszédos szigetek leírása –, amelyben értékes történelmi anyag található. Nyelvezete figyelemre méltóan tiszta, stílusa pedig egyenletes és művészietlen.”

## Fordítás
- Ez a szócikk részben vagy egészben  a   Peder Claussøn Friis című angol Wikipédia-szócikk ezen változatának fordításán alapul.  Az eredeti cikk szerkesztőit annak laptörténete sorolja fel. Ez a jelzés csupán a megfogalmazás eredetét és a szerzői jogokat jelzi, nem szolgál a cikkben szereplő információk forrásmegjelöléseként.